# Машина, убивающая плохих
«Машина, убивающая плохих» (итал. La macchina ammazzacattivi) — кинофильм режиссёра Роберто Росселлини, вышедший на экраны в 1952 году.

## Сюжет
Фотограф Челестино — житель маленького приморского городка, возмущённый творящимися в мире несправедливостями. Однажды к нему является неизвестный старик, которой в ответ на возмущение по поводу произвола, чинимого местным полицейским, предлагает Челестино взять и снять какую-нибудь фотографию этого самого «стража законности». Через некоторое время фотограф узнаёт, что полицейского нашли мёртвым, причём он застыл в той самой позе, на которой он был запечатлён на снимке. Постепенно осознав, какие возможности даёт ему эта «машина, убивающая плохих», и считая старичка самим святым Андреем, сошедшим на землю, Челестино решает добиваться справедливости и уничтожить зло в своём городке. Постепенно, один за одним, на тот свет отправляются руководители и богатейшие жители поселения... 

## В ролях
- Дженнаро Пизано — Челестино Эспозито, фотограф
- Джованни Амато — мэр городка
- Мэрилин Бьюферд — американская туристка
- Уильям Таббс — её отец
- Хелен Таббс — её мать
- Клара Бинди — Джульетта
- Джакомо Фуриа — Романо
- Альдо Джуффре
- Карло Джуффре